# Agrioglypta juvenalis
Agrioglypta juvenalis is een vlinder uit de familie van de grasmotten (Crambidae), uit de onderfamilie van de Spilomelinae. De wetenschappelijke naam van deze soort is voor het eerst gepubliceerd in 1915 door Hans Rebel.
De soort komt voor in Samoa.